# Darko Milanič
Darko Milanič (Isola, 1967. december 18. –), szlovén válogatott labdarúgó, edző.
A szlovén válogatott tagjaként részt vett a 2000-es Európa-bajnokságon.

## Sikerei, díjai

### Játékosként
Partizan
- Jugoszláv bajnok (3): 1986–87, 1992–93
- Jugoszláv kupagyőztes (1): 1989, 1992

Sturm Graz
- Osztrák bajnok (2): 1997–98, 1998–99
- Osztrák kupagyőztes (3): 1996, 1997, 1999

### Edzőként
Maribor
- Szlovén bajnok (2): 2008–09, 2010–11
- Szlovén kupagyőztes (1): 2010, 2012